# Luís de la Penha
Luís de la Penha (1581, Évora, Portugal - 29 de novembro de 1626, Évora, Portugal), foi um ocultista português executado na fogueira, pelo crime de feitiçaria, pela Inquisição Portuguesa. É considerado o mais famoso dos bruxos que viveram em Portugal.

## Biografia
Conhecido artesão de Évora, Luís de la Penha era filho de Gregório de la Penha, latoeiro castelhano, natural de Torrelobatón, em Valladolid, e de Maria Mendes, natural de Évora, sendo ambos cristãos-velhos. Casado com Catarina Carvalha, natural da vila de Mourão, há época do seu primeiro aprisionamento, vivia há doze anos separado, tendo desse matrimónio nascido um filho que faleceu ainda criança, não tendo mais descendência.
Em 1617, a sua atividade profissional como adivinho e curandeiro já era célebre, sendo inúmeras as histórias onde, supostamente, celebrava cerimónias mágicas e realizava invocações e pactos com Satanás por dinheiro. Nesse mesmo ano, foi denunciado por várias testemunhas, tornando-se numa pessoa de interesse para a Inquisição Portuguesa. 
A 7 de dezembro de 1617 foi preso, tendo sido apreendidos na sua posse um livro de quiromancia, vários documentos, escritos pela sua mão, com orações e encantamentos, e um caderno de registo da sua atividade. A 3 de março de 1618, foi levado para interrogatório, mas negou qualquer crime. Após tortura dos seus inquisidores, Luís de la Penha confessou ter compactuado com o Diabo, que lhe surgiu ora em forma de uma mulher negra ora de um homem, e em troca ter recebido a habilidade de curar os enfermos e de encantar as mulheres.
"Obteve como recompensa de Armodeu, em primeiro lugar, o poder de encantar as mulheres, as quais às vezes fazia enlouquecer em sua presença. Em segundo lugar o Diabo fazia mal a quem ele queria, ora em vingança de alguma injúria recebida, ora para que ele próprio livrasse milagrosamente, como ostentar os pacientes daqueles malefícios. Em terceiro lugar prometeu-lhe o Demónio o nobilíssimo dom da profecia, e em alguns casos lho concedeu."
Apresentando arrependimento pelos seus pecados, foi perdoado da pena de morte, sendo no entanto os seus bens confiscados e ele confinado à prisão, sendo castigado publicamente num Auto-de-fé em Évora, na presença do rei D. Filipe III de Portugal (IV de Espanha) e da rainha D. Isabel, em 19 de maio de 1619.
Em 1621, foi libertado da sua pena, com despacho autorizado pelo bispo D. Fernando Martins de Mascarenhas, Inquisidor Geral, com a condição de que a pena de morte por feitiçaria entrasse em vigor imediatamente caso ele repetisse o crime.

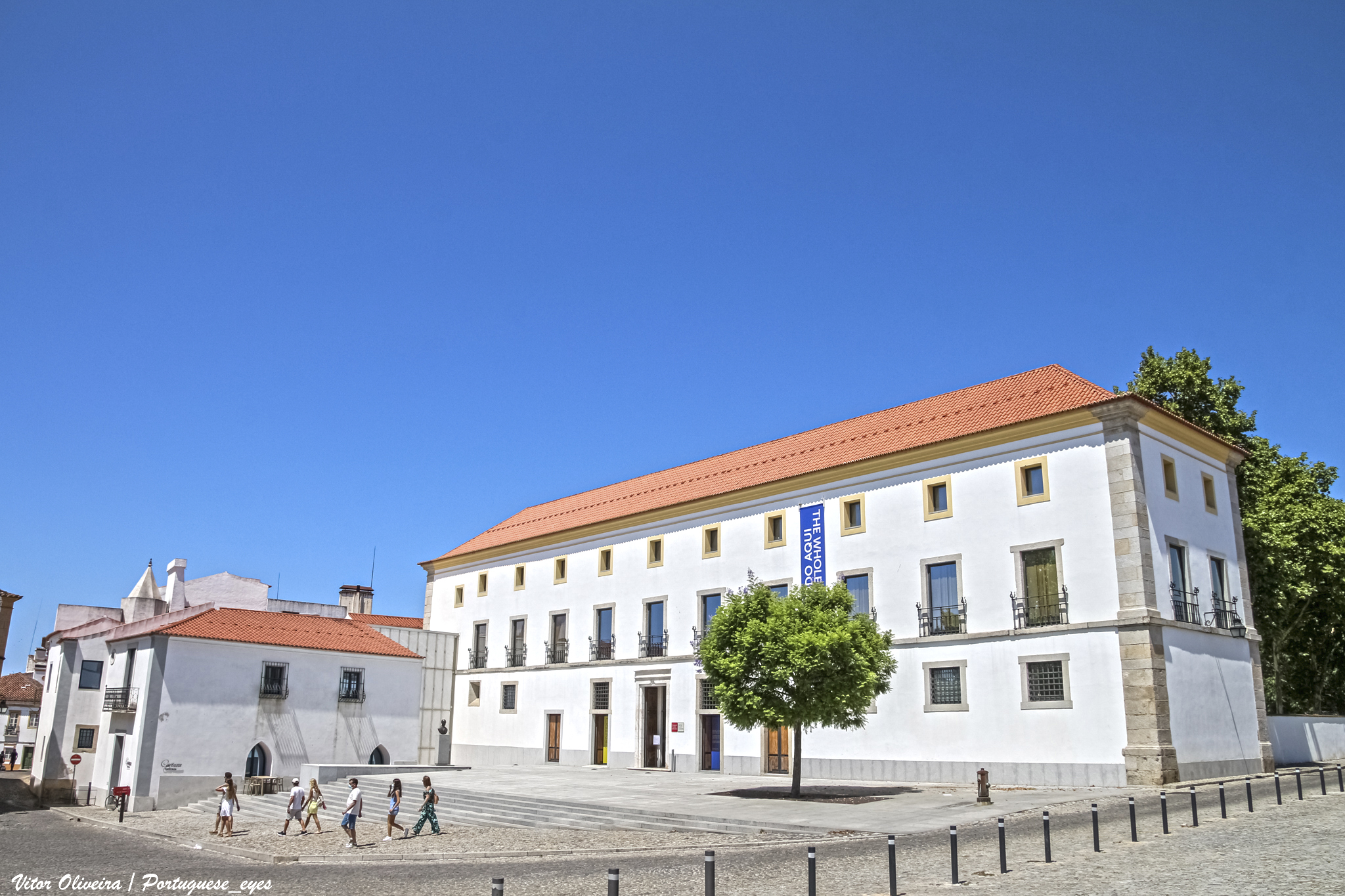
Antigo Palácio da Inquisição de Évora

Sem posses, propriedades ou outro meio de subsistência, após a sua libertação, rapidamente retomou a sua antiga profissão lucrativa, e em 1624, várias denúncias chegaram ao Tribunal do Santo Ofício de Évora.
Em março de 1625, foi novamente preso após ter ajudado um cliente que desejava encontrar um tesouro por meio de encantamentos e rituais mágicos. Devido à pena anterior e ao acordo realizado durante o seu perdão, a Inquisição foi célere na sua decisão, sendo Luís de la Penha sentenciado à morte pelo crime de bruxaria.
No auto-de-fé de 29 de novembro de 1626, na Praça de Giraldo, foram penitenciados 64 homens e 65 mulheres, num total de 129 pessoas entre os 20 e os 90 anos de idade, entre os quais Luís de la Penha que foi garrotado e queimado na fogueira.
Durante o período da caça às bruxas, sete pessoas foram executadas por feitiçaria em Portugal e 800 julgadas pelo mesmo pecado ou crime pela Inquisição Portuguesa.

## Homenagens e Legado
Em outubro de 2016, situado entre a fonte da Praça do Giraldo e a Igreja de Santo Antão, onde se realizaram diversos autos-de-fé, foi inaugurado um monumento em homenagem às vítimas da Inquisição Portuguesa, da autoria do escultor João Sotero, pela ocasião dos 480 anos sobre a data em que foi lida na Sé de Évora a bula papal que autorizava a instalação e o funcionamento em Portugal do Tribunal do Santo Ofício.